# Tobai Tengah
Tobai Tengah is een bestuurslaag in het regentschap Sampang van de provincie Oost-Java, Indonesië. Tobai Tengah telt 5680 inwoners (volkstelling 2010).